# Grande Prêmio do Azerbaijão de 2018
O Grande Prêmio do Azerbaijão de 2018 (formalmente denominado 2018 Formula 1 Azerbaijan Grand Prix) foi a quarta etapa da temporada de 2018 da Fórmula 1. Foi isputada em 29 de abril de 2018 no Circuito Urbano de Baku, Baku, Azerbaijão

## Relatório

### Treino Classificatório
Q1
Logo nos primeiros minutos, Romain Grosjean deu sua enésima escapada da pista no fim de semana após bloquear a roda dianteira esquerda na freada para a curva 3. O carro ficou parado na área de escape com o câmbio travado, e o francês da Haas não conseguiu sair do lugar. Vai largar neste domingo em 20º e último.
Todos os pilotos entraram na pista no Q1 com pneus ultramacios, os mais aderentes do fim de semana. Ao contrário de outras pistas, os pneus renderam mais com uma sequência de voltas e não em apenas uma volta lançada e, com isso, as posições foram mudando. Raikkonen fez o melhor tempo (1m42s985), com Vettel, Ocon, Hamilton e Verstappen se revezando na segunda posição.
A exemplo do que aconteceu na China, os pilotos da STR se estranharam. Brendon Hartley andava lento pela pista após raspar no muro e furar um pneu, e Pierre Gasly quase o atingiu. O francês precisou de um reflexo rápido para desviar do companheiro, mas acabou passando reto. Com isso, os dois acabaram eliminados e Gasly xingou Hartley pelo rádio, enquanto o neozelandês pediu desculpas. Na briga pelas vagas finais no Q2, Lance Stroll conseguiu avançar ao Q2 última volta, tirando Stoffel Vandoorne.
Eliminados: Stoffel Vandoorne (McLaren), Pierre Gasly (Toro Rosso), Marcus Ericsson (Sauber), Brendon Hartley (Toro Rosso) e Romain Grosjean (Haas).
Q2
Como os pilotos precisam usar na largada os pneus da melhor volta no Q2, os principais carros entraram na pista com pneus supermacios, em vez dos ultramacios do Q1. Hamilton e Bottas foram os mais rápidos nos primeiros minutos, enquanto Vettel fez um tempo para se garantir no Q2. Já Raikkonen errou na sua primeira volta rápida e quase bateu, mas conseguiu voltar.
Para não correr riscos de ser eliminado, Raikkonen colocou um jogo de pneus ultramacios e, com isso, fez o melhor tempo do Q2. Mas isso obrigará o finlandês a largar com esse jogo de pneus, ao contrário dos principais concorrentes, que vão largar de supermacios.
Na disputa pelas últimas vagas no Q3, Fernando Alonso mais uma vez ficou fora, com o 13º tempo, logo à frente de Charles Leclerc, que obteve sua melhor posição de largada na F1 - ambos subiram uma posição no grid com a punição a Nico Hulkenberg. A dupla da Williams não se classificou por pouco, enquanto Kevin Magnussen decepcinou com a Haas. Curiosamente, quem assustou foi Daniel Ricciardo, que terminou em décimo, embora tenha abortado a última volta quando viu que os concorrentes não alcançariam seu tempo.
Eliminados: Lance Stroll (Williams), Sergey Sirotkin (Williams), Fernando Alonso (McLaren), Charles Leclerc (Sauber) e Kevin Magnussen (Haas).
Q3
Na primeira tentativa dos principais favoritos no Q3, Vettel foi o mais rápido com uma significativa vantagem de 0s342 sobre Hamilton, com Bottas, Verstappen, Ricciardo e Raikkonen, que cometeu um erro na sua primeira volta lançada, em sexto.
Kimi assustou Vettel após marcar os melhores dois primeiros setores, mas voltou a cometer um grande erro na curva 16 e sequer conseguiu melhorar seu tempo, ficando em sexto. Com isso, a pole do alemão ficou garantida, com Hamilton e Bottas a seguir.

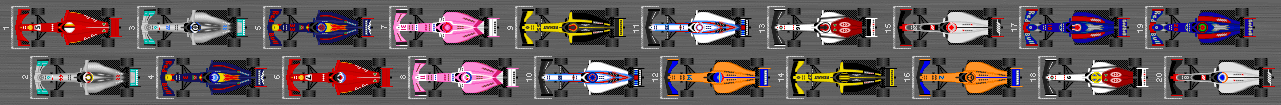
Grid de Largada

### Corrida
E a partida viu o pole Sebastian Vettel saltar bem à frente e contornar a primeira curva sem drama. Segundo no grid, Lewis Hamilton também saiu com cuidado e assumiu logo sua posição atrás do ferrarista. Valtteri Bottas se colocou ali em terceiro. Aí veio o primeiro incidente: Kimi Räikkönen tentava ganhar posições e foi surpreendido por um Esteban Ocon pelo lado de fora da curva 3. O toque acabou sendo inevitável. Pior para o francês da Force India, que viu sua corrida acabar ali mesmo. Já o finlandês conseguiu ir aos boxes. A Ferrari, então, trocou o bico e mudou os pneus ultramacios para os macios.
A sequência da primeira da volta ainda viu uma batida entre Fernando Alonso e Sergey Sirotkin, que ficou espremido entre o espanhol e Carlos Sainz. O russo teve o mesmo destino de Ocon. Já o bicampeão danificou os pneus dianteiros e traseiros do lado direito e não teve alternativa a não ser voltar aos  boxes para a troca dos pneus.
Enquanto os fiscais tiravam os carros acidentados do traçado, o safety-car foi chamado para o liderar o pelotão. E a ordem era: Vettel, Hamilton, Bottas, Daniel Ricciardo, Max Verstappen, Sainz, Lance Stroll, Nico Hülkenberg, Pierre Gasly, Charles Leclerc, Stoffel Vandoorne, Räikkönen, Brendo Hartley, Romain Grosjean, Sergio Pérez, Kevin Magnussen, Alonso e Marcus Ericsson.
O carro de segurança deixou o circuito no fim da volta 5. Vettel saiu bem novamente e neutralizou qualquer ataque de Hamilton. Bottas seguiu em terceiro, enquanto Ricciardo perdeu posições para Verstappen e Sainz. O espanhol ainda superaria o holandês na sequência, mas o #3 respondeu e retomou a quarta posição. Hülkenberg, Gasly, Stroll e Leclerc completavam os dez primeiros. Mais atrás, Räikkönen começava a escalar o pelotão e figurava já em 11º.
Enquanto lá na frente Vettel tentava escapar de Hamilton – a diferença entre os dois tetracampeões vinha em 2s7 -, o pelotão intermediário acompanhava uma dura batalha que tinha Sainz já em quarto, depois de bater Verstappen de novo. Hülkenberg também foi capaz de ultrapassar Ricciardo para assumir o sexto posto. E não demorou nada para o alemão logo passar o holandês da Red Bull. Só que Hülk acabou exagerando em uma curva, perdeu a traseira e bateu no muro, deixando a prova. 
Então, os dois pilotos da Red Bull passaram a protagonizar uma disputa própria. E quem levou a melhor foi Ricciardo em um primeiro momento. O australiano ultrapassou o companheiro, mas a disputa foi marcada por um toque. Só que Max não desistiu e retomou o quinto posto. Além disso, os RB14 enfrentavam problemas com as baterias.
Mais atrás, Räikkönen já ganhava a oitava posição de Stroll e vinha se aproximando de Leclerc – a ultrapassagem não tardou a acontecer. Tudo isso na volta 15 das 51 da corrida azeri. Lá na ponta, Vettel já tinha mais de 4s para Hamilton, que tinha 1s de diferença para Bottas. E foi nesta fase da prova – no fim do giro 16 -, Sainz deixou a briga pelo quarto lugar para visitar aos boxes. O espanhol da Renault trocou os ultramacios pelos macios. E voltou em 13º.
Aí Ericsson se viu em apuros com uma punição por bater em Magnussen ainda na primeira volta. E foi neste momento que Hamilton começou a andar mais veloz que Vettel, forçando uma queda de diferença entre ambos. De 5s, a vantagem do líder da corrida caiu para menos de 4s. Mas aí o inglês errou a freada da curva 1, escapou da trajetória, mas conseguiu voltar. Só que a diferença aí subiu para além de 8s. Além disso, a travada acabou danificando o pneu, o que forçou o britânico a parar na sequência. Lewis trocou os pneus supermacios pelos macios, e retornou em terceiro, 29s atrás do tetracampeão da Ferrari, que se manteve na pista e andando forte. 
Bottas vinha 13s atrás do ferrarista. Mais atrás, Verstappen seguia em quarto, à frente de Ricciardo, Räikkönen, Leclerc, Pérez, Stroll e Grosjean. Enquanto isso, a direção de prova avisava que o mexicano da Force India estava sob investigação por conta de uma ultrapassagem durante o período de safety-car. E não teve jeito: Pérez tomou uma punição de 5s.
Lá na frente, Vettel seguiu seu ritmo forte, andando, inclusive, mais rápido que Hamilton, que guiava em cima de pneus novos. Bottas surgia no meio, mas sem qualquer esboço de ataque. Mais atrás, Verstappen tentava pressionar Hamilton pelo terceiro lugar. Mas acabou tendo de lidar com Ricciardo. O australiano se mostrava mais rápido - até com a volta mais rápida da corrida - e chegou em Max, emparelhou com o carro do holandês, mas o respondeu e anulou o ataque do companheiro de Red Bull.
Enquanto isso, o líder Vettel decidiu que era hora de parar. O ferrarista foi aos boxes na 31ª passagem e mudou os supermacios pelos macios. Seb retornou à pista em segundo, 11s atrás de Bottas e 7s à frente de Hamilton - diferença, aliás, que já tinha antes do primeiro pit-stop do inglês. Verstappen, Ricciardo, Räikkönen, Pérez, Grosjean, Sainz e Leclerc completavam os dez primeiros.
Sistematicamente mais rápido, Ricciardo chegou em Verstappen novamente. Mas agora não teve jeito: o australiano chegou forte no fim da volta 34 e usou a longa reta para superar o companheiro de equipe. Max já vinha se queixando do desgaste dos pneus. Mais à frente, Bottas seguia na pista e sustentava 12s para Vettel, que tinha 7s para Hamilton, que esboçava uma reação.
Aí chegou enfim o momento da Red Bull chamar seus pilotos aos boxes. E Ricciardo foi o primeiro a ir. A estratégia foi trocar os supermacios pelos ultramacios para completar as 13 últimas voltas da corrida. Verstappen parou um giro depois, obedeceu à mesma tática e ainda retornou à frente do colega de equipe. 
A corrida, então, se colocou na expectativa de uma nova batalha entre a dupla dos energéticos. E Ricciardo, de fato, surgiu mais forte e chegou forte atrás de Verstappen. O embate foi inevitável. O australiano se colocou atrás de Max e tentou a ultrapassagem, mas aí o holandês tentou fechar a porta e mudou de trajetória, ainda que sutil, duas vezes, então a batida aconteceu, tirando ambos da corrida.
Por conta do incidente, o safety-car foi acionado na volta 39. A Mercedes tratou, então, de chamar Bottas e também Hamilton. A Ferrari fez o mesmo com seus dois pilotos. Todos mudaram para os ultramacios. E muita gente foi na mesma balada. Assim, a ordem atrás do SC era: Bottas, Vettel, Hamilton, Räikkönen, Pérez, Grosjean, Sainz, Leclerc, Stroll, Alonso, Magnussen, Gasly, Hartley, Vandoorne e Ericsson.
E foi ainda sob o comando do safety-car que a prova viu o acidente mais bizarro. Tentando ganhar temperatura dos pneus, Grosjean acabou exagerando na freada e rodou, batendo com força no muro. Por isso, o período com o carro de segurança foi maior.
Na relargada, na passagem 48, Bottas saltou bem e neutralizou o ataque de Vettel. Hamilton, por sua vez, tentou investir para cima do tetracampeão, mas o ferrarista acabou errando na freada, o que permitiu a passagem do inglês. Seb ainda perderia posições para Räikkönen e Pérez. E a prova viria mais um abandono, desta vez de Bottas. O finlandês passou com o carro em cima de pedaços soltos na pista e teve o pneu traseiro direito furado, na antepenúltima volta. Com isso, Hamilton assumiu a liderança e obteve sua primeira vitória na temporada, assumindo de quebra a liderança do campeonato. Pérez conquistou seu primeiro pódio e único pódio na temporada. Charles Leclerc consegue os primeiros pontos na Fórmula 1 após terminar em sétimo.

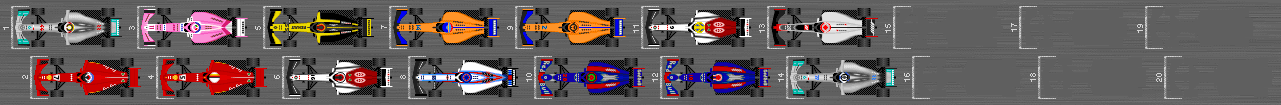
Resultado da corrida

## Pneus
| Nome do composto | Cor | Banda de rolamento | Condições de Tempo | Dry Type  | Aderência      | Longevidade   |
| ---------------- | --- | ------------------ | ------------------ | --------- | -------------- | ------------- |
| Ultra Macio      |     | Slick (P Zero)     | Seco               | Ultrasoft | Mais aderência | Menos durável |
| Super Macio      |     | Slick (P Zero)     | Seco               | Supersoft | Mais aderência | Menos durável |
| Macio            |     | Slick (P Zero)     | Seco               | Soft      | Médio          | Médio         |

| Escolhas de Pneus de cada piloto para o GP do Azerbaijão: | Escolhas de Pneus de cada piloto para o GP do Azerbaijão: | Escolhas de Pneus de cada piloto para o GP do Azerbaijão: | Escolhas de Pneus de cada piloto para o GP do Azerbaijão: | Escolhas de Pneus de cada piloto para o GP do Azerbaijão: | Escolhas de Pneus de cada piloto para o GP do Azerbaijão: |
| --------------------------------------------------------- | --------------------------------------------------------- | --------------------------------------------------------- | --------------------------------------------------------- | --------------------------------------------------------- | --------------------------------------------------------- |
| Nº                                                        | Pilotos                                                   | Equipe(s)                                                 | Macio                                                     | Super Macio                                               | Ultra Macio                                               |
| 44                                                        | Lewis Hamilton                                            | Mercedes                                                  |                                                           |                                                           |                                                           |
| 77                                                        | Valtteri Bottas                                           | Mercedes                                                  |                                                           |                                                           |                                                           |
| 5                                                         | Sebastian Vettel                                          | Ferrari                                                   |                                                           |                                                           |                                                           |
| 7                                                         | Kimi Räikkönen                                            | Ferrari                                                   |                                                           |                                                           |                                                           |
| 3                                                         | Daniel Ricciardo                                          | Red Bull-TAG Heuer                                        |                                                           |                                                           |                                                           |
| 33                                                        | Max Verstappen                                            | Red Bull-TAG Heuer                                        |                                                           |                                                           |                                                           |
| 11                                                        | Sergio Pérez                                              | Force India-Mercedes                                      |                                                           |                                                           |                                                           |
| 31                                                        | Esteban Ocon                                              | Force India-Mercedes                                      |                                                           |                                                           |                                                           |
| 18                                                        | Lance Stroll                                              | Williams-Mercedes                                         |                                                           |                                                           |                                                           |
| 35                                                        | Sergey Sirotkin                                           | Williams-Mercedes                                         |                                                           |                                                           |                                                           |
| 55                                                        | Carlos Sainz Jr.                                          | Renault                                                   |                                                           |                                                           |                                                           |
| 27                                                        | Nico Hülkenberg                                           | Renault                                                   |                                                           |                                                           |                                                           |
| 10                                                        | Pierre Gasly                                              | Toro Rosso-Honda                                          |                                                           |                                                           |                                                           |
| 28                                                        | Brendon Hartley                                           | Toro Rosso-Honda                                          |                                                           |                                                           |                                                           |
| 8                                                         | Romain Grosjean                                           | Haas-Ferrari                                              |                                                           |                                                           |                                                           |
| 20                                                        | Kevin Magnussen                                           | Haas-Ferrari                                              |                                                           |                                                           |                                                           |
| 14                                                        | Fernando Alonso                                           | McLaren-Renault                                           |                                                           |                                                           |                                                           |
| 2                                                         | Stoffel Vandoorne                                         | McLaren-Renault                                           |                                                           |                                                           |                                                           |
| 9                                                         | Marcus Ericsson                                           | Sauber-Ferrari                                            |                                                           |                                                           |                                                           |
| 16                                                        | Charles Leclerc                                           | Sauber-Ferrari                                            |                                                           |                                                           |                                                           |

## Resultados

### Treino Classificatório
| Pos.                     | Nº | Piloto            | Construtor           | Q1       | Q2       | Q3       | Grid |
| ------------------------ | -- | ----------------- | -------------------- | -------- | -------- | -------- | ---- |
| 1                        | 5  | Sebastian Vettel  | Ferrari              | 1:42.762 | 1:43.015 | 1:41.498 | 1    |
| 2                        | 44 | Lewis Hamilton    | Mercedes             | 1:42.693 | 1:42.676 | 1:41.677 | 2    |
| 3                        | 77 | Valtteri Bottas   | Mercedes             | 1:43.355 | 1:42.679 | 1:41.837 | 3    |
| 4                        | 3  | Daniel Ricciardo  | Red Bull-TAG Heuer   | 1:42.857 | 1:43.482 | 1:41.911 | 4    |
| 5                        | 33 | Max Verstappen    | Red Bull-TAG Heuer   | 1:42.642 | 1:42.901 | 1:41.994 | 5    |
| 6                        | 7  | Kimi Räikkönen    | Ferrari              | 1:42.538 | 1:42.510 | 1:42.490 | 6    |
| 7                        | 31 | Esteban Ocon      | Force India-Mercedes | 1:43.021 | 1:42.967 | 1:42.523 | 7    |
| 8                        | 11 | Sergio Pérez      | Force India-Mercedes | 1:43.992 | 1:43.366 | 1:42.547 | 8    |
| 9                        | 27 | Nico Hülkenberg   | Renault              | 1:43.746 | 1:43.232 | 1:43.066 | 14 1 |
| 10                       | 55 | Carlos Sainz Jr.  | Renault              | 1:43.426 | 1:43.464 | 1:43.351 | 9    |
| 11                       | 18 | Lance Stroll      | Williams-Mercedes    | 1:44.359 | 1:43.585 | —        | 10   |
| 12                       | 35 | Sergey Sirotkin   | Williams-Mercedes    | 1:44.261 | 1:43.886 | —        | 11   |
| 13                       | 14 | Fernando Alonso   | McLaren-Renault      | 1:44.010 | 1:44.019 | —        | 12   |
| 14                       | 16 | Charles Leclerc   | Sauber-Ferrari       | 1:43.752 | 1:44.074 | —        | 13   |
| 15                       | 20 | Kevin Magnussen   | Haas-Ferrari         | 1:43.674 | 1:44.759 | —        | 15   |
| 16                       | 2  | Stoffel Vandoorne | McLaren-Renault      | 1:44.489 | —        | —        | 16   |
| 17                       | 10 | Pierre Gasly      | Toro Rosso-Honda     | 1:44.496 | —        | —        | 17   |
| 18                       | 9  | Marcus Ericsson   | Sauber-Ferrari       | 1:45.541 | —        | —        | 18   |
| Tempo dos 107%: 1:49.715 |    |                   |                      |          |          |          |      |
| 19                       | 28 | Brendon Hartley   | Toro Rosso-Honda     | 1:57.354 | —        | —        | 19 2 |
| 20                       | 8  | Romain Grosjean   | Haas-Ferrari         | S/Tempo  | —        | —        | 20 2 |
| Fonte:                   |    |                   |                      |          |          |          |      |

Notas
↑1  - Nico Hülkenberg (Renault) perdeu 5 posições por troca de câmbio.
↑2  - Brendon Hartley (Toro Rosso) e Romain Grosjean (Haas) não obtiveram tempo de volta no Q1, porém foram autorizados a largar.

### Corrida
| Pos.   | Nu. | Piloto            | Construtor           | Voltas | Tempo/Retirado | Grid | Pontos |
| ------ | --- | ----------------- | -------------------- | ------ | -------------- | ---- | ------ |
| 1      | 44  | Lewis Hamilton    | Mercedes             | 51     | 1:43:44.291    | 2    | 25     |
| 2      | 7   | Kimi Räikkönen    | Ferrari              | 51     | +2.460         | 6    | 18     |
| 3      | 11  | Sergio Pérez      | Force India-Mercedes | 51     | +4.024         | 8    | 15     |
| 4      | 5   | Sebastian Vettel  | Ferrari              | 51     | +5.329         | 1    | 12     |
| 5      | 55  | Carlos Sainz Jr.  | Renault              | 51     | +7.515         | 10   | 10     |
| 6      | 16  | Charles Leclerc   | Sauber-Ferrari       | 51     | +9.158         | 14   | 8      |
| 7      | 14  | Fernando Alonso   | McLaren-Renault      | 51     | +10.931        | 13   | 6      |
| 8      | 18  | Lance Stroll      | Williams-Mercedes    | 51     | +12.546        | 12   | 4      |
| 9      | 2   | Stoffel Vandoorne | McLaren-Renault      | 51     | +14.152        | 16   | 2      |
| 10     | 28  | Brendon Hartley   | Toro Rosso-Honda     | 51     | +18.030        | 19   | 1      |
| 11     | 9   | Marcus Ericsson   | Sauber-Ferrari       | 51     | +18.512        | 18   |        |
| 12     | 10  | Pierre Gasly      | Toro Rosso-Honda     | 51     | +24.720        | 17   |        |
| 13     | 20  | Kevin Magnussen   | Haas-Ferrari         | 51     | +40.663 1      | 15   |        |
| 14 2   | 77  | Valtteri Bottas   | Mercedes             | 48     | Pneu furado    | 3    |        |
| Ret    | 8   | Romain Grosjean   | Haas-Ferrari         | 42     | Acidente       | 20   |        |
| Ret    | 33  | Max Verstappen    | Red Bull-TAG Heuer   | 39     | Colisão        | 5    |        |
| Ret    | 3   | Daniel Ricciardo  | Red Bull-TAG Heuer   | 39     | Colisão        | 4    |        |
| Ret    | 27  | Nico Hülkenberg   | Renault              | 10     | Acidente       | 9    |        |
| Ret    | 31  | Esteban Ocon      | Force India-Mercedes | 0      | Colisão        | 7    |        |
| Ret    | 35  | Sergey Sirotkin   | Williams-Mercedes    | 0      | Colisão        | 11   |        |
| Fonte: |     |                   |                      |        |                |      |        |

Notas
↑1  - Kevin Magnussen (Haas) teve dez segundos adicionados ao seu tempo de corrida por causar uma colisão.
↑2  - Valtteri Bottas (Mercedes) não finalizou a prova mas obteve a classificação pois completou mais de 90% do tempo total da corrida.

## Curiosidade
- Primeiros pontos de Charles Leclerc na Fórmula 1 e se tornou-se no primeiro piloto monegasco a marcar um ponto desde Louis Chiron no Grande Prêmio de Mônaco de 1950.

- Primeiros pontos de Brendon Hartley na Fórmula 1 e se se tornou o primeiro piloto neozelandês a marcar um ponto desde Chris Amon no Grande Prêmio da Espanha de 1976.

## Voltas na Liderança
- Commons

| Nº de Voltas | Piloto           | Voltas |
| ------------ | ---------------- | ------ |
| 30           | Sebastian Vettel | 1-30   |
| 18           | Valtteri Bottas  | 31-48  |
| 3            | Lewis Hamilton   | 48-51  |

## 2018DHLFastest Pit Stop Award

### Resultado
| 1      | 18 | Lance Stroll      | Williams-Mercedes  | 2.18 | 25 |
| 2      | 3  | Daniel Ricciardo  | Red Bull-TAG Heuer | 2.25 | 18 |
| 3      | 33 | Max Verstappen    | Red Bull-TAG Heuer | 2.42 | 15 |
| 4      | 77 | Valtteri Bottas   | Mercedes           | 2.58 | 12 |
| 5      | 7  | Kimi Räikkönen    | Ferrari            | 2.77 | 10 |
| 6      | 16 | Charles Leclerc   | Sauber-Ferrari     | 2.80 | 8  |
| 7      | 5  | Sebastian Vettel  | Ferrari            | 2.82 | 6  |
| 8      | 2  | Stoffel Vandoorne | McLaren-Renault    | 2.82 | 4  |
| 9      | 44 | Lewis Hamilton    | Mercedes           | 2.84 | 2  |
| 10     | 55 | Carlos Sainz Jr.  | Renault            | 2.99 | 1  |
| Fonte: |    |                   |                    |      |    |

### Classificação
| Tabela do DHL Fastest Pit Stop Award \| Pos \| Construtor \| Pontos \| Var \| \| --- \| -------------------- \| ------ \| ------- \| \| 1 \| Red Bull-TAG Heuer \| 101 \| Estável \| \| 2 \| Ferrari \| 73 \| Estável \| \| 3 \| Mercedes \| 63 \| Estável \| \| 4 \| Williams-Mercedes \| 56 \| 1 \| \| 5 \| Force India-Mercedes \| 37 \| 1 \| \| 6 \| Sauber-Ferrari \| 24 \| 1 \| \| 7 \| Toro Rosso-Honda \| 20 \| 1 \| \| 8 \| Renault \| 13 \| Estável \| \| 9 \| Haas-Ferrari \| 11 \| Estável \| \| 10 \| McLaren-Renault \| 6 \| Estável \| |                      |        |         |
| Pos | Construtor           | Pontos | Var     |
| 1 | Red Bull-TAG Heuer   | 101    | Estável |
| 2 | Ferrari              | 73     | Estável |
| 3 | Mercedes             | 63     | Estável |
| 4 | Williams-Mercedes    | 56     | 1       |
| 5 | Force India-Mercedes | 37     | 1       |
| 6 | Sauber-Ferrari       | 24     | 1       |
| 7 | Toro Rosso-Honda     | 20     | 1       |
| 8 | Renault              | 13     | Estável |
| 9 | Haas-Ferrari         | 11     | Estável |
| 10 | McLaren-Renault      | 6      | Estável |

## Tabela do campeonato após a corrida
Somente as cinco primeiras posições estão incluídas nas tabelas.
| Pos | Piloto           | Pontos | Var |
| --- | ---------------- | ------ | --- |
| 1   | Lewis Hamilton   | 70     | 1   |
| 2   | Sebastian Vettel | 66     | 1   |
| 3   | Kimi Räikkönen   | 48     | 2   |
| 4   | Valtteri Bottas  | 40     | 1   |
| 5   | Daniel Ricciardo | 37     | 1   |

| Pos | Construtor         | Pontos | Var     |
| --- | ------------------ | ------ | ------- |
| 1   | Ferrari            | 114    | 1       |
| 2   | Mercedes           | 110    | 1       |
| 3   | Red Bull-TAG Heuer | 55     | Estável |
| 4   | McLaren-Renault    | 36     | Estável |
| 5   | Renault            | 35     | Estável |